# Rytíř se zrcadlem (Mašek)
Rytíř se zrcadlem (v německém originále Der Spiegelritter) je opera (singspiel) o třech jednáních českého skladatele Vincence Maška na libreto německého dramatika Augusta von Kotzebua. Její premiéru uvedla 9. března 1794 společnost Franze Spenglera v pražském Nosticově divadle.

## Vznik, charakteristika a historie
Libreto Rytíře se zrcadlem napsal nejhranější německý dramatik přelomu 18. a 19. století August von Kotzebue. Ačkoli se proslavil především činohrami, psal také operní libreta, a to většinou nikoli pro konkrétního skladatele; většina z nich byla také zhudebněna vícekrát. Rytíř se zrcadlem je druhé z nich (po Poustevníku na Formenteře z roku 1787) a bylo poprvé publikováno roku 1791; v předmluvě Kotzebue vysvětluje, že se pokusil napsat „operu podle dnešního střihu“, která by byla „stejně bláznivá, dobrodružná a potrhlá, jako její starší sestry na německém jevišti“ a pro niž by si přál „hudbu podobnou Dittersdorfově, Mozartově nebo Reichardtově“. Jedná se o bláznivý pohádkový příběh s exoticky-hororovým nádechem (vystupuje v něm kanibalská „královna černých ostrovů“), příležitostmi pro různé scénické efekty i oblíbenými postavami lidového divadla, jako byl hrdinu doprovázející sluha myslící jen na jídlo a pití.
Muzikoložka Karin Pendleová eviduje sedm samostatných zhudebnění tohoto libreta. První z nich je Rytíř se zrcadlem českoněmeckého skladatele Johanna Ignaze Waltera, jenž měl premiéru ve Frankfurtu nad Mohanem 1. září 1791; další verze napsali například Carl Christian Agthe (Ballenstedt 1795) nebo Johann Karl Mainberger (1796 Norimberk). Na Kotzebuovo libreto začal kolem roku 1811 psát operu i mladý Franz Schubert, který však zhudebnil jen první jednání.
Český skladatel Vincenc Mašek proslul ve své době především jako klavírní virtuos a pedagog, popřípadě skladatel pro tento nástroj a pro skleněnou harmoniku, nástroj jeho ženy; od konce 90. let 18. století pak byl činný zejména v oboru církevní hudby. Zřejmě již v roce 1777 však komponoval i pro divadlo, a to pro různé společnosti působící v Praze, a působil v jejich orchestrech nejprve jako houslista a později jako kapelník.
Maškova opera Rytíř se zrcadlem je považována za jeho nejvýznamnější hudebně-dramatické dílo. O singspielu Cestovatel do Východní Indie (Der Ostindienfahrer, 1790?) je málo informací, v případě dochované árie ze zpěvohry Otrokyně a ušlechtilý mořeplavec (Die Sklavin und der großmüthige Seefahrer, 1782) není jasné, zda Mašek složil celou operu, úspěšný druhý díl zpěvohry Honza Kolohnát z Přelouče (1797) měl méně obsáhlou hudební složku. Maškův životopisec, muzikolog Jiří Mikuláš, popisuje premiéru Rytíře se zrcadlem jako „mimořádnou událost sezony“; na divadelní ceduli byla označována jako „velká opera“ a „mistrovský kus“ v duchu nedávno úspěšně uvedené Mozartovy Kouzelné flétny. Z dochovaných účtů vyplývá jednak početné obsazení orchestru, jednak značný počet prodaných vstupenek (23 lóží a 232 lístků na galerii, k čemuž je třeba připočítat trvale zakoupené soukromé lóže a divácké předplatné).
Nejsou však doklady o ohlasu této opery ani o případných uvedeních v jiných divadlech. Maškova hudba k Rytíři se zrcadlem – stejně jako k ostatním jeho známým zpěvohrám – se nedochovala. V soudobé sbírce árií z pražského divadla v úpravě pro tři basetové rohy Racolta delle migliori Arie se však nachází verze předehry k opeře Rytíř se zrcadlem; není uvedeno, od kterého skladatele, ale jiné verze tohoto libreta než Maškova se v Praze nehrály.

## Postavy
- Král země Dunnistánu
- Královna
- Princ Almador, jejich syn
- Schmurzo, princův zbrojnoš
- Milmi, královna černých ostrovů
- Burrudusussusu, čaroděj
- Kroxbox, obr
- Trpaslík
- Dvorní dámy, panoši, lodníci, panny z Milminy družiny aj.[2]

## Děj opery

### 1. dějství
(Mořské nábřeží s lodí připravenou k odplutí) Princ Almandor se hotoví k odjezdu na výpravu za hrdinskými činy. Vyprovázejí ho jeho rodiče, král a královna země Dunnistánu, a dav panošů a dvorních dam (úvodní sbor Heil euch, Herr Ritter). Král přivádí prince, který dosud trávil své mládí v lenošení a milostných avantýrách, ale nyní se má osvědčit jako rytíř ve světě a vydobýt si slávu. Prince obklopí dvorní dámy a popisují mu, jak jim bude chybět, ale princ je opouští s lehkou hlavou. Před vyplutím je ještě třeba udělat několik věcí: vyprat si jednoho z panošů jako svého průvodce. Ze čtyř kandidátů podle mínění dvorních dam žádný za moc nestojí. Tři slibují, že se budou bít po Almandorově boku, ale princ si vybere Schmurza, který ho slibuje cestou bavit a s ním pronásledovat děvčata, ale udatnost v boji ať raději prokazuje princ sám – což si přesně Almandor přeje (ansámbl Laßt die rüstigen Gesellen). Poté si jde princ na otcův pokyn pro matčino požehnání (árie krále Der Sonne Strahl ist warm). Dvorní dámy zatím škádlí Schmurza vyhlídkami na bojovou slávu (kvintet Wir gratulieren).
Princ se loučí s rodiči i vlastí (tercet Ach! es ist schön). Teď jen zbývá vybrat obraz na princův štít a jeho osobní devízu. Každý přichází s nápady (ansámbl Ein Sinnbild auf dem blanken Schild). Zmatený princ nechává rozhodnutí na otci, ten na své choti a královna volá na pomoc bohy. Tu je ohlášen starý čaroděj Burrudusussusu. Mladí dvořané si ho dobírají, ale princ je kárá (árie Halte graues Haar in Ehren!) Čaroděj doporučuje Almandorovi dát si na štít zrcadlo a jako heslo mu radí „Věren ctnosti“. Všichni Burrundusussusuovi děkují a ten ještě princi vysvětluje: když bude obraz v zrcadle čirý a jasný, nehrozí mu žádné nebezpečí, ale zakalí-li se, ať se má na pozoru! Princ děkuje, nalodí se se Schmurzem a vyráží. Dav na nábřeží mu přeje šťastnou cestu (finále So nimm, du junger Held).

### 2. dějství
(Růžový sad, v pozadí nádherný palác s velkou branou, již střeží obr Kroxbox) Královna černých ostrovů Milmi dříme, panny z její družiny růžovými větvemi odhánějí hmyz (sbor Leise, leise, liebe Schwestern). Je lepší, když královna spí. Bývá dobrá a přátelská, ale má-li hlad, jde z ní strach – živí se totiž mužským masem a sežere každého pocestného, který se na ostrově objeví. I královna, když se probouzí, žehrá na své zakletí, které ji k tomuto chování nutí (árie Mit einem sanften Herzen). Přesto všechny ženy uznávají, že kletba má i svou světlou stránku – totiž věčné mládí. Náhle se zatáhne obloha a spustí se strašná bouře. Ženy pozorují, jak ve vichřici byla uchvácena loď, až troskotá a klesá ke dnu. Z ní se zachrání dva muži a ženy je sledují s účastí, ale míní, že osud těmto mužům není přízniv: ostrov hlídá mocný drak, vstup do paláce stráží Kroxbox a v paláci čeká lidožravá princezna (ansámbl Es rauschen und brausen der Sturmwinde Flügel).
Kroxbox se připravuje na příchod cizinců: jeho zbraní je vykořeněný dub (árie Trotzig schwind ich meinen Eichbaum). Přichází vyděšený Schmurzo. Lituje, do čeho se pustil, a modlí se k bohům za princův úspěch v boji s drakem. Vstupuje Almador, rozpárav drakovi břich, a dobírá si Schmurza pro jeho bázlivost. Společně vzdávají díky bohům (árie Schmurza Da haben wir's! a duet Er ist überwunden … Dank' euch, himmlische Mächte). Kroxbox se dá s princem do boje a Schmurzo opět prosí nadpřirozené síly o pomoc. Obr náhle klesne mrtev, když pohlédne do zrcadla na Almadorově štítě, a princ je zklamán, že ho nepřemohl výlučně vlastními silami.
Almador buší na palácovou bránu a chce dovnitř, aby se oba osvěžili a odpočinuli si. Panny mu odpovídají a vyptávají se, načež si zoufají nad smrtí obou svých ochranitelů. Odmítají princi a jeho zbrojnošovi otevřít, ale uvolní se jim spustit koš s jídlem. Zakalené zrcadlo princi prozradí, že jídlo je otrávené; trpaslík jim přináší pohár s vínem, ale i ten princ po straně vylije. Poté se se Schmurzem opět dobývají do hradu. Když Almador panny ubezpečí, že jejich dary snědli a vypili, je mu konečně otevřena brána a jsou se Schmurzem uváděni do paláce (finále Holla! holla!).

### 3. dějství
(Nádherně zdobený sál v paláci královny černých ostrovů) Panny uvádějí Almadora k jeho lůžku (sbor Viel Glück herein! Viel Glück und Wonne). Princ a Schmurzo jsou hladoví a vznesou prosbu k Burrudusussusuovi, který jim pošle génia s večeří. Pak vstoupí dvě panny: jedna hraje na citeru a zpívá, druhá jim tančí (Ein junger Prinz am Wasser saß). Pak se jim nabízejí, ale Almador i Schmurzo trvají na tom, že budou spát sami, a odmítají i úsluhy, které jim nabízejí další dvě panny (tercet Laßt, Herr Ritter, von uns beyden).
Pak se muži zabarikádují a pokojně usnou. Princi se zdá o krásné dívce, Schmurzovi o chutném jídle. Talným vchodem se vplíží Milmi se dvěma dalšími pannami. Panny vzdychají nad Almadorovou krásou, zatímco Milmi si brousí zuby na pochoutku. Když se však napřahuje, aby prince probodla dýkou, Almador a Schmurzo se probudí a přemohou ji. Královna ze vzteku omdlí a dívky oběma vysvětlují, že se o Milmi před sto léty ucházel starý a zlý černokněžník Kripinsel. Když ho princezna odmítla, proklel ji, aby se po tisíc let živila mužským masem a krví. A co nejhoršího, čaroděj jim odnesl všechna zrcadla, protože pohled do zrcadla by mohl královnu od kletby vysvobodit. Prince napadne, že má shodou okolností zrcadlo na štítě, a když královna procitne, nastaví jí ho. Z krvežíznivé obludy se náhle stává jemná a milá dívka, která prince vítá jako svého ženicha. Almador bere napravenou lidojedku do náručí a oba si vyznávají lásku. V mračnu sem přilétají Burrundusussusu, král, královna a celý dunnistánský dvůr. Princ jim představuje svou nevěstu a všichni opěvují lásku, jež přišla jako odměna za hrdinství (finále s duetem prince a Schmurza Des erquickenden Schlummers Gefieder, vyprávěním a písní panen Einst lebt' ein König … Ein Ritter ohne Bügel, milostným duetem Ha! wie sanft und lieblich a závěrečnou scénou Vater! Mutter!).